# Ghetto de Będzin
Le ghetto de Będzin ou ghetto de Bendzin (yiddish : בענדינער געטא, Bendiner geto ; allemand : Ghetto von Bendsburg) est un ghetto pour les Juifs créé par les autorités allemandes nazies en Pologne occupée pendant la Shoah polonaise. C'est un ghetto majeur dans l'est de la Haute-Silésie. Plus de 20 000 Juifs de Będzin (Bendzin), ainsi que 10 000 Juifs déplacés de leurs communautés locales, ont vécu dans le ghetto au cours de sa courte histoire. La plupart d'entre eux ont été forcés de travailler dans les usines militaires allemandes avant d'être déportés au camp d'extermination d'Auschwitz où ils ont été exterminés par les autorités allemandes. La dernière déportation majeure d'habitants du ghetto entre le 1er et le 3 août 1943 a été marquée par un soulèvement par les membres de l'Organisation juive de combat locale créée par Frumka Płotnicka.  Le ghetto de Będzin  formait avec le ghetto de Sosnowiec une seule unité administrative dans le district limitrophe de Środula de Sosnowiec car les deux villes font partie de la même zone métropolitaine du bassin de Dąbrowa. Les Juifs des deux ghettos partageaient un potager "Farma" attribué aux jeunes sionistes par le Judenrat.

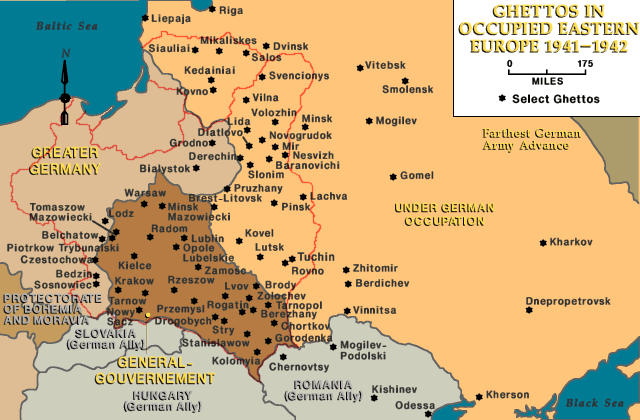
Principaux ghettos en Pologne et en Europe de l’Est (1941-1942).

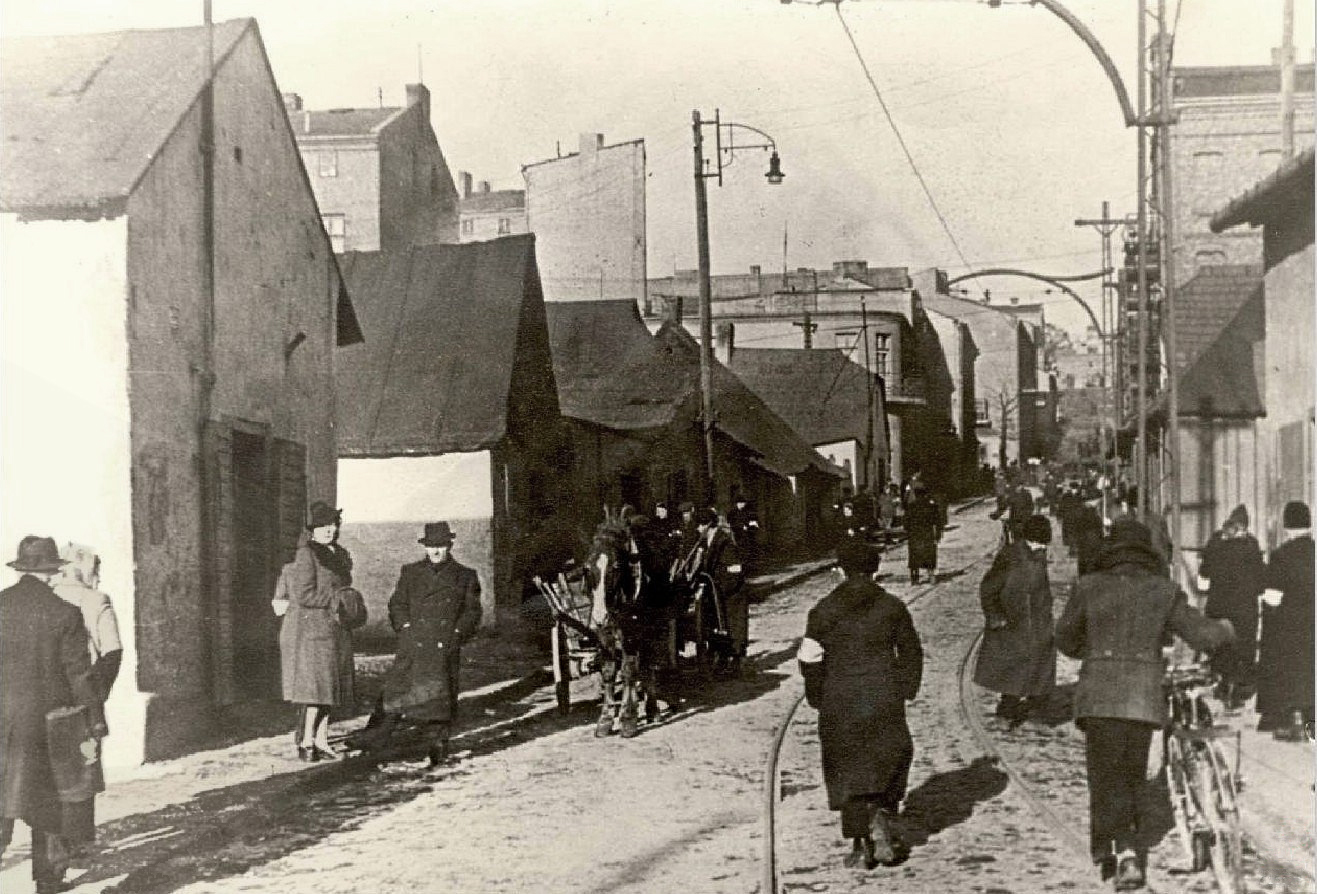
Ghetto de Będzin durant la Shoah, rue Modrzejowska, 1942

## Contexte
Avant l'invasion de la Pologne en 1939 au début de la Seconde Guerre mondiale, Będzin avait une communauté juive dynamique. Selon le recensement polonais de 1921, la population juive de la ville se composait de 17 298 personnes, soit 62,1% de sa population totale,. En 1938, le nombre de Juifs était passé à environ 22 500.
Pendant l'invasion nazie de la Pologne, l'armée allemande envahit la région au début de septembre 1939. L'armée fut suivie par des escadrons de la mort mobiles des Einsatzgruppen, et la persécution des Juifs commence immédiatement. Le 7 septembre, les premières sanctions économiques draconiennes sont imposées. Un jour plus tard, le 8 septembre, la synagogue de Będzin est incendiée. Le 9 septembre 1939, le premier massacre a eu lieu avec l'exécution de 40 personnalités locales.
Un mois plus tard, le 8 octobre 1939, Hitler déclare que Będzin fera partie des territoires polonais annexés par l'Allemagne. Les bataillons de la police de l'Ordre  commencent à expulser des familles juives de toutes les communautés voisines de la région de Zagłębie Dąbrowskie vers Będzin. Parmi eux se trouvaient les Juifs de Bohumin, Kielce et Oświęcim (Auschwitz). Dans l'ensemble, environ 30 000 Juifs vivaient à Będzin pendant la Seconde Guerre mondiale. À la fin de 1942, Będzin et la ville voisine de Sosnowiec bordant Będzin (voir ghetto de Sosnowiec) sont devenues les deux seules villes de la région de Zagłębie Dąbrowskie à être habitées par les Juifs.

## Le ghetto
D'octobre 1940 à mai 1942, environ 4 000 Juifs sont déportés de Będzin vers des travaux forcés dans un nombre croissant de camps.  Jusqu'en octobre 1942, le périmètre du ghetto reste inchangé. Aucune clôture n'est construite. La zone est définie par les quartiers de Kamionka et Mała Środula bordant le ghetto de Sosnowiec, avec la police juive placée par les Schutzstaffel (SS) le long de ce périmètre. Comme ce fut le cas pour d'autres ghettos à travers la Pologne occupée, les autorités allemandes ont exterminé la plupart des Juifs de Będzin pendant l'opération Reinhard, les expulsant pour les gazer vers les camps de la mort nazis, principalement vers Auschwitz-Birkenau situé à proximité. En parallèle, les dirigeants de la communauté juive de Zagłebie, dont Moshe Merin (Mojżesz Merin, en polonais), ont coopéré avec les Allemands dans l'espoir que la survie des Juifs pourrait être liée à leur exploitation par le travail forcé. Cette hypothèse se révéla vaine.
Les opérations de déportations majeures, commandées par le SS-Standartenführer Alexander von Woedtke, débutèrent en mai 1942 avec 2000 juifs envoyés vers Auschwitz suivis de 5000 en août . Entre août 1942 et juin 1943, 5 000 autres juifs furent déportés de Będzin dans les trains de l'Holocauste. Les dernières déportations majeures eurent lieu en 1943: 5000 Juifs furent renvoyés le 22 juin 1943 et 8000 vers le 1er et le 3 août 1943. Environ 1000 Juifs restants furent expulsés au cours des mois suivants. On estime que sur les 30 000 habitants du ghetto, seuls 2000 survivants restèrent.

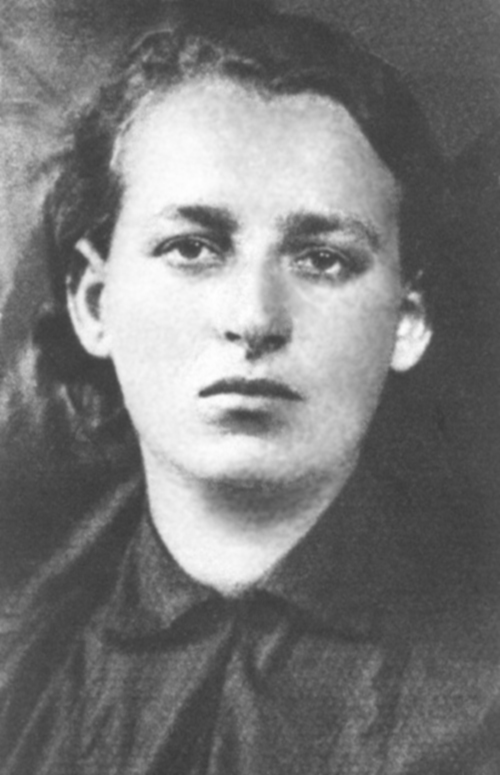
Frumka Płotnicka, elle combattit durant le soulèvement du ghetto de Varsovie puis mena le soulèvement du ghetto de Będzin durant l'opération Reinhard

## Le soulèvement du ghetto de Będzin
Au cours de la dernière phase des déportations du début août 1943, l'Organisation juive de combat (ŻOB) à Będzin organise un soulèvement du ghetto contre les Allemands (comme dans la ville voisine de Sosnowiec). Déjà en 1941, un chapitre local de ŻOB fut créé à Będzin , sur les conseils de Mordechai Anielewicz . Des armes furent obtenues dans la clandestinité parmi les juifs de Varsovie. Des pistolets et des grenades à main furent introduits par contrebande lors de trajets périlleux en train. Edzia Pejsachson fut arrêtée et torturée à mort. En utilisant les instructions fournies par les quartiers généraux de ŻOB, des cocktails Molotov furent fabriqués. Les bombes produites par les Juifs étaient comparables à celles des nazis selon des témoignages de survivants. Plusieurs bunkers ont été creusés à l'intérieur des limites du ghetto pour produire et cacher ces armes. L'attitude du Judenrat de Będzin vis-à-vis de la résistance fut négative au départ mais changea au cours de la liquidation du ghetto.
La révolte fut un acte ultime de défi des insurgés du ghetto qui combattirent dans les quartiers de Kamionka et Środula. Un groupe de partisans se barricadèrent dans un bunker rue Podsiadły avec leur dirigeante, Frumka Płotnicka, 29 ans, qui combattit au cours du soulèvement du ghetto de Varsovie quelques semaines plus tôt. Tous furent tués par les forces allemandes une fois à court de munitions. Les combats, qui commencèrent le 3 août 1943, durèrent plusieurs jours. La plupart des Juifs restants périrent peu de temps après, lors de la liquidation du ghetto,, bien que les déportations aient dû être prolongées de quelques jours à deux semaines et que les SS d'Auschwitz (45 km de distance) furent mobilisés. À titre posthume, Frumka Płotnicka a reçu l'Ordre de la Croix de Grunwald du Comité polonais de libération nationale le 19 avril 1945.

## Tentatives de sauvetage
Les efforts des chrétiens pour sauver les Juifs de la persécution nazie commencèrent dès l'invasion allemande. Lorsque le 8 septembre 1939 la synagogue fut incendiée par les SS avec une foule de fidèles juifs à l'intérieur, le prêtre catholique, le père Mieczysław Zawadzki (pl), ouvrit les portes de son église à Góra Zamkowa pour tous les échappés cherchant un refuge. On ne sait pas combien de Juifs furent ainsi sauvés ; probablement plus d'une centaine. Le Père Zawadzki a reçu le titre de Juste polonais parmi les nations à titre posthume en 2007. Il est décédé en 1975 à Będzin.
Des tentatives d'évasion ont eu lieu lors des actions de liquidation du ghetto. Cela Kleinmann et son frère Icchak s’échappèrent d'un train en 1943 grâce à une planche lâche dans le toit du train. Ils furent accueillis par la famille de Stanisław Grzybowski, avec lequel leur père avait travaillé dans une mine de charbon. Cependant, Cela fut appréhendée alors qu'elle cherchait de nouveaux papiers d'identité et assassinée. Après cela, Grzybowski confia Icchak à sa propre fille Wanda et à son mari Kazimierz en 1944. Wanda et Kazimierz Kafarski reçurent le titre de Justes en 2004, longtemps après que Stanisław Grzybowski mourut de vieillesse.

D'autres maisons prirent feu tandis que la synagogue brûlait. De nombreux Juifs en fuite sauvés par le père Zawadzki ont également été blessés et ont dû recevoir des soins médicaux. Ils ont été secourus par le Dr Tadeusz Kosibowicz, directeur de l'hôpital public de Będzin, aidé par le Dr Ryszard Nyc et sœur Rufina Świrska. Les Juifs gravement blessés ont été emmenés à l'hôpital sous de faux noms. D'autres juifs se sont cachés à l'hôpital également en étant embauchés instantanément. Cependant, le directeur Kosibowicz fut dénoncé par l'un de ses patients d'origine allemande et arrêté par la Gestapo le 8 mai 1940. Les trois sauveteurs furent condamnés à mort, puis leurs condamnations furent rapidement commuées à la prison en camp de concentration. Le Dr Kosibowicz travailla dans les camps de concentration de Dachau, Sachsenhausen, à Majdanek ainsi qu'à Gross-Rosen. Il travailla comme médecin prisonnier et survécut. Kosibowicz est retourné à Będzin après la libération et reprit son poste de directeur de l'hôpital. Il est décédé le 6 juillet 1971 et a reçu le titre de Juste à titre posthume en 2006 par l'État d'Israël.
Des centaines de Juifs polonais restèrent cachés lorsque les déportations vers le camp d'extermination d' Auschwitz prirent fin en août 1943. Les survivants furent sortis clandestinement des bunkers en petits groupes par des membres de l'ŻOB: Fela Kac, Schmuel Ron et Kasia Szancer. Les sauveteurs polonais qui les ont récupérés du côté «aryen» de la ville comprenaient Roman Kołodziej, tué pour avoir sauvé des Juifs le 2 janvier 1944, et Zofia Klemens arrêté par la Gestapo et envoyé dans un camp de concentration; Klemens survécut. Elle a reçu le titre de Juste en 1964,.  La famille Kobylec sauva plus de soixante-dix juifs et reçut le titre de Justes vingt ans plus tard.

## Commémoration
Plusieurs journaux intimes de survivants et des centaines de lettres de captifs du ghetto sont disponibles. De nombreuses photos des captifs du ghetto déportés  à Auschwitz ont été conservées. Une collection de plus de 2000 photographies a été découverte en octobre 1986, y compris de nombreuses images de la vie à Będzin et dans le ghetto. Certains d'entre eux ont été publiés dans un livre ou dans une vidéo. The Eyes de la Ashes Foundation gère cette collection.
En 2004, le conseil municipal de Będzin décida de dédier la place de la ville aux héros du soulèvement du ghetto juif à Będzin. En août 2005, un nouveau mémorial a été dévoilé sur le site du ghetto de Będzin.

## Personnalités du ghetto de Będzin
- Cwi Brandes - combattant de la résistance du ghetto
- Ala Gertner - membre d'un mouvement de résistance dans le camp d'Auschwitz-Birkenau
- Samuel Cygler - artiste peintre
- Baruch Gaftek - combattant de la résistance du ghetto
- Rutka Laskier - auteur d'un journal intime
- Menachem Lior (Liwer) - combattant de la résistance du ghetto qui a survécu à la guerre
- Sam Pivnik (Szmul Piwnik) - survivant de la Shoah, auteur de mémoires
- Frumka Płotnicka - combattant de la résistance dans les ghettos de Będzin et Varsovie
- Eugenia Prawer-Pinski - auteur d'un journal intime (Będzin 2007), docteur
- Salomon Weinzieher - docteur, député
- Stanisław Wygodzki - écrivain

- Hirsch Barenblat, chef de la police juive du ghetto, jugé en Israël dans les années 1960

### Sources
- (en) Cet article est partiellement ou en totalité issu de l’article de Wikipédia en anglais intitulé « Będzin Ghetto » (voir la liste des auteurs).